# Зиярат Ашура
Зиярат Ашура (араб. زيارة عاشوراء‎) — молитва мусульман-шиитов, содержащая в себе заверения в верности и почтения к имаму Хусейну и Ахль аль-Байт, равно как и проклятия в адрес их врагов (Муавии, Язида, Умара ибн Са’да, Шимра и других) и слова отречения от тех, кто был причастен к мученической смерти имама Хусейна и его сподвижников при Кербеле. В более широком смысле слова чтение зиярата знаменует собой неподчинение тираническим правителям и поддержку восстания против них, а также непризнание той версии ислама, которую шииты считают искажённой.
В составе шиитских исламских богословских наук (в частности, хадисоведения) зиярат Ашура расценивается как часть Сунны и как хадис кудси, то есть такой хадис, которые содержит в себе слова Аллаха.
Верующие шииты читают зиярат Ашура при посещении гробниц имама Хусейна и других имамов и членов семейства пророка Мухаммада. Зиярат к имаму Хусейну, в свою очередь, обязателен (ваджиб) для каждого шиита хотя бы один раз в жизни. В шиитском исламе рекомендуется читать зиярат Ашура каждый день и знать его наизусть.

## Происхождение и вопрос аутентичности
Текст зиярата приписывается имаму Мухаммаду аль-Бакиру, который передал её своим сподвижникам, и благодаря цепочке повествований она была опубликована во множестве книг.
Об аутентичности зиярата Ашура говорится в двух шиитских текстах — в труде «Камиль аз-зиярат» за авторством Ибн Каулавейха аль-Кумми (4 в. хиджры) и в книге «Мисбах аль-мутахаджид» шейха ат-Туси (5 в. хиджры). Кроме того, текст зиярата содержится в книгах учёных последующих поколений: «Аль-мазар аль-кабир» Мухаммада ибн Джафара аль-Машхади (6 в. хиджры), «Мисбах аз-заир» сейида Али ибн Мусы ибн Тавуса (7 в. хиджры), «Аль-мазар аль-кабир» Алламе Хилли (8 в. хиджры), «Аль-мазар» Первого Мученика (аш-шахид аль-авваль), «Бихар аль-анвар» Мухаммада Бакира аль-Маджлиси, «Мафатих аль-джинан» шейха Аббаса Куми и др.
Все богословы шиитов-двунадесятников на протяжении истории признавали текст зиярата Ашура подлинным. Современный шиитский законовед аятолла сейид аш-Шубайри аз-Занджани так оценил степень достоверности зиярата Ашура:
Вне зависимости от того, что говорится в    авторитетных источниках о ниспослании этого зиярата из сокрытого мира (ат-тайидат аль-гайбиййа) — что уже само по себе является доводом в пользу его аутентичности — цепь его передатчиков, упомянутая в “Мисбах аль-мутахаджид”,  надёжна.
Доводы, служащие для шиитских богословов свидетельством аутентичности зиярата Ашура, приводятся в шиитских трудах по науке хадисоведения (ильм аль-хадис). Согласно принятой в данной дисциплине классификации, зиярат Ашура относится к категории хадисов-мутаватир (имеющих несколько параллельных иснадов, включающих в себя надёжных передатчиков).

## Этикет посещения гробницы имама Хусейна
В шиитских источниках указываются следующие аспекты этикета зиярата к могиле имама Хусейна:
1. Следует воздерживаться от пустых разговоров и больше заниматься поминанием (зикр) Аллаха;
2. Необходимо следить за чистотой одежды и использовать парфюм (благовония);
3. Совершающий зиярат обязан с добротой и учтивостью относиться к своим спутникам;
4. К мавзолею имама Хусейна следует идти пешком, хотя этот путь занимает несколько дней.